# Hypogomphia purpurea
Hypogomphia purpurea là một loài thực vật có hoa trong họ Hoa môi. Loài này được (Regel) Vved. ex Kochk. mô tả khoa học đầu tiên năm 1986.